# 姬深山鍬形蟲
姬深山鍬形蟲（學名：Lucanus swinhoei），屬於鞘翅目的鍬形蟲科，臺灣特有種，體長20—54（0.79—2.13英寸），體色紅棕至深棕褐色，每年5至7月較易觀察，日夜出沒，低、中、高海拔，具趨光性，公蟲體長27—54（1.1—2.1英寸）、母蟲體長20—31（0.79—1.22英寸）且體色深棕褐至黑褐。

## 參考來源

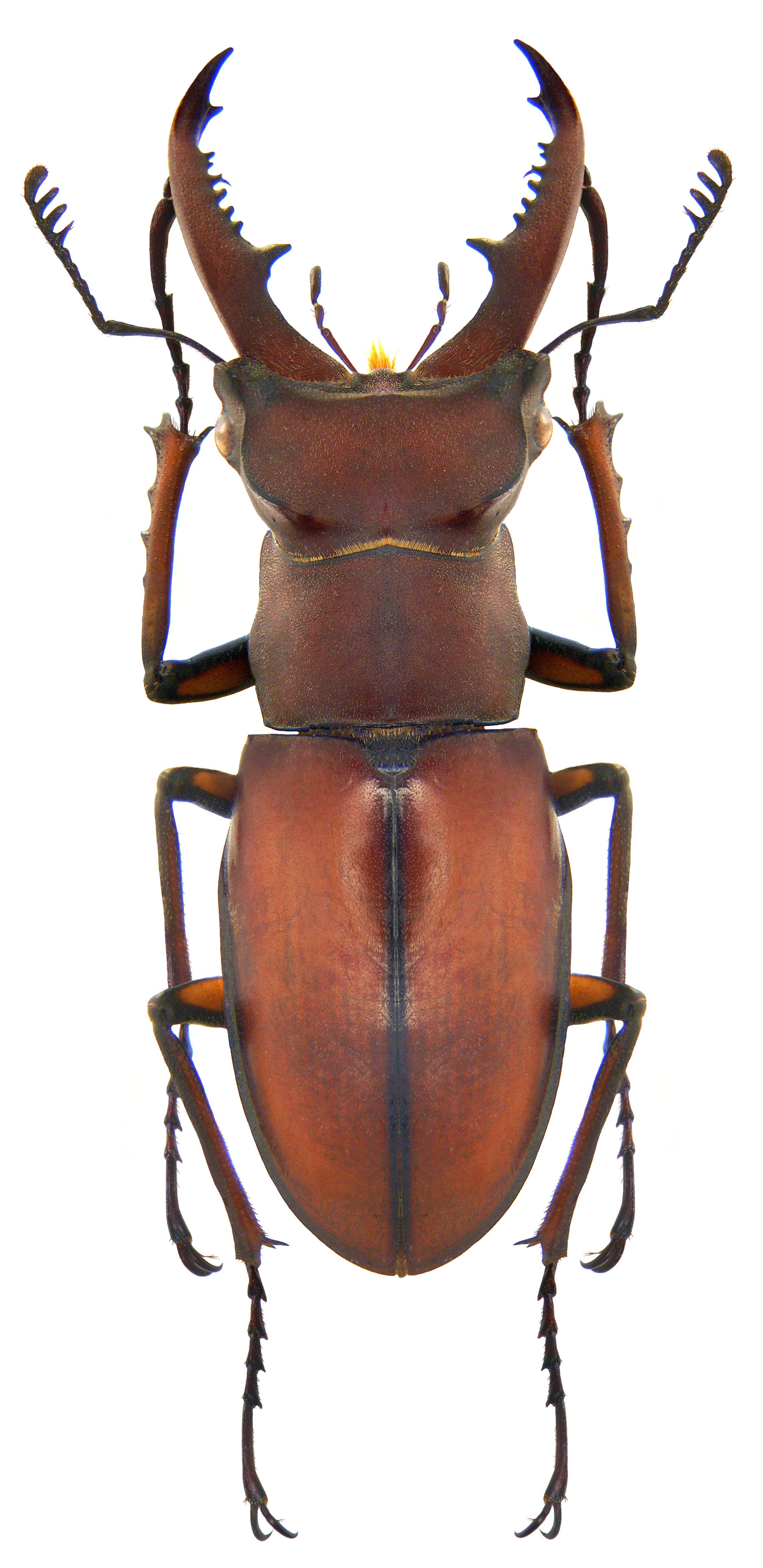

## 外部連結
- 昆蟲類─鞘翅目 Coleoptera - 南投縣竹山鎮杉林溪自然教育中心
- 鍬形蟲 - 國立臺灣大學昆蟲標本館數位典藏
- . 台灣山林悠遊網電子報. 行政院農業委員會林務局.   [2015-08-25]. （原始内容存档于2016-03-04）.